# Devoir conjugal
Le devoir conjugal désigne l’exigence de rapports sexuels réguliers au sein du mariage.
Sa portée juridique est traditionnellement saisie à travers deux questions : celle de la reconnaissance juridique ou non du viol conjugal et celle du refus volontaire et persistant des relations sexuelles comme cause de divorce pour faute.
La France est condamnée le 23 janvier 2025 par la CEDH, qui rappelle que « [...] tout acte sexuel non consenti est constitutif d’une forme de violence sexuelle. ».

## Définition
Le devoir conjugal se rapporte à une exigence, qui est ou non encadrée par la loi, d'offrir une vie sexuelle régulière au sein du mariage.

## Cadres législatifs

### Belgique
En Belgique, l’expression « devoir conjugal » est absente du Code civil belge, même si l’on peut retrouver dans la législation plusieurs traits communs avec la législation française. Elle est présente dans la doctrine juridique.
L’article 213 du Code civil belge dispose une obligation de cohabitation entre époux et de fidélité :
« Les époux ont le devoir d’habiter ensemble ; ils se doivent mutuellement fidélité, secours, assistance. »
— Code civil belge, Article 213
Cette obligation juridique « d’habiter ensemble » est comprise traditionnellement comme l’obligation de partager « le même toit, la même table, le même lit ». D’origine légale, les époux ne peuvent se dispenser des obligations du mariage disposées à l’article 213, que ce soit unilatéralement ou conjointement, amiablement ou conventionnellement. Le manquement au devoir de cohabitation, sauf motif impérieux, était qualifié, avant 2007, d’« abandon du domicile conjugal ».
Mais plusieurs évolutions législatives sont venues modifier l’interprétation traditionnelle. La loi du 27 avril 2007 réformant le divorce, en définissant le mariage comme un « pacte sui generis renouvelé au jour le jour », a consacré un « droit à la décohabitation ». Toutefois, la signification de la fidélité conjugale, devoir du mariage, est « restée ce qu’elle était » : elle reste une obligation impérative et d’ordre public. Pour autant, la vie sexuelle entre personnes mariées relève d’une « obligation librement consentie » et donc « “personne ne peut être forcé à consentir à des relations intimes.” Le cas échéant, il se peut que l’époux agissant avec violence soit condamné pour viol puisque “le viol conjugal constitue une infraction pénale,” de même que l’excès ou l’exagération de certains comportements ». La loi belge sur le viol a introduit la  pénalisation du viol entre époux le 4 juillet 1989.
Si en droit français, un parallèle a pu être dressé entre le devoir conjugal et la présomption de paternité, il est à noter qu’en droit belge des dispositions relatives à la filiation sont prévues en cas de viol. Ainsi, un homme coupable de viol sur la personne de la mère, et non marié à celle-ci, ne peut reconnaitre l’enfant de cette femme :
« Si une action publique est intentée contre le candidat à la reconnaissance, du chef d’un fait visé à l’article 375 du Code pénal, commis sur la personne de la mère pendant la période légale de conception, la reconnaissance ne peut avoir lieu et le délai d’un an visé à l’alinéa 4 est suspendu jusqu’à ce que la décision sur l’action publique soit coulée en force de chose jugée. Si le candidat à la reconnaissance est reconnu coupable de ce chef, la reconnaissance ne peut avoir lieu et la demande d’autorisation de reconnaissance est rejetée. »
— Code civil belge, Article 329bis
Néanmoins, cette règle n’est pas valable pour un couple marié, où la présomption de paternité s’applique, même en cas de viol conjugal.

### France
Bien que le terme soit absent du Code civil, la jurisprudence a déduit l’obligation de relations sexuelles entre époux du devoir de fidélité (la fidélité est ici entendue comme l'exclusivité) disposée à l’article 212 du Code civil et de l’ancienne obligation de cohabitation (devenue communauté de vie) disposée dans l’article 215 du même Code, avant 1970 :
« Les époux se doivent mutuellement respect, fidélité, secours, assistance. »
— Article 212 du Code civil
« Le choix de la résidence de la famille appartient au mari ; la femme est obligée d’habiter avec lui, et il est tenu de la recevoir. »
— Article 215 ancien du Code civil
Dans cet article, après de la loi du 4 juin 1970 relative à l’autorité parentale, la terminologie change et l’obligation de cohabitation devient une obligation de communauté de vie :
« Les époux s’obligent mutuellement à une communauté de vie.

La résidence de la famille est au lieu qu'ils choisissent d'un commun accord. (...) »
— Article 215 du Code civil
D’origine légale, les obligations du mariage disposées aux articles 212 et 215 ne peuvent être assimilées à des obligations de nature patrimoniale (comme la contribution aux charges du couple, la solidarité pour les dépenses ménagères et le devoir de secours), mais ce sont des obligations impératives et d’ordre public : les époux ne peuvent donc s’en dispenser unilatéralement ou conjointement, amiablement ou conventionnellement. Attendu que les « règles relatives aux devoirs et droits respectifs des époux énoncées par les articles 212 et suivants du Code civil sont d’application territoriale », ces règles sont valables en tant que lois de police pour tous les couples mariés résidant en France, c’est donc un motif de divorce possible. 
Cependant, la jurisprudence admet parfois de ne pas sanctionner une infidélité commise durant la procédure de divorce. De même, les époux qui sont (après jugement) séparés de corps ne sont plus tenus par l’obligation de vie commune, et par extension, ne sont plus tenus par l’obligation du devoir conjugal.

Le 23 janvier 2025, la CEDH condamne la France, rappelant que : 

« [...] tout acte sexuel non consenti est constitutif d’une forme de violence sexuelle. [...] La Cour ne saurait admettre, comme le suggère le gouvernement [français], que le consentement au mariage emporte un consentement aux relations sexuelles futures. Une telle justification serait de nature à ôter au viol conjugal son caractère répréhensible, »

### Québec
Aucune loi ne force à un « devoir conjugal » au Québec au sens où cette expression est utilisée dans le langage courant, c'est-à-dire que la loi ne prévoit aucune obligation expresse ou implicite d'avoir des relations sexuelles dans le mariage. Par contre, l’article 392 du Code civil du Québec contient une disposition similaire à celle du droit français, à savoir que « les époux se doivent mutuellement respect, fidélité, secours et assistance. Ils sont tenus de faire vie commune ». Contrairement aux conjoints de fait qui choisissent de faire vie commune, les personnes mariées ont l'obligation de faire vie commune, ce qui n'assure pas mais augmente considérablement les chances qu'elles auront des rapports sexuels. Cela est une question de fait social plutôt que de droit. D'autre part, l'obligation de fidélité de cette disposition n'est pas interprétée comme comportant une obligation implicite de rapports sexuels, comme c'est parfois le cas en France.
D'après la jurisprudence et la doctrine, l’article 1601 du Code civil du Québec interdit de demander l’exécution en nature lorsque cela a pour effet de « forcer le corps » du débiteur, c’est-à-dire de le forcer à agir personnellement contre son gré quand il est dans un rapport intuitu personae. Forcer quelqu’un à avoir des relations sexuelles relève de l’agression sexuelle au Québec.
Les juges québécois ne peuvent généralement pas forcer les époux à faire vie commune sauf dans certains cas exceptionnels où il y a un mariage blanc. En effet, si des personnes se marient seulement dans le but de tromper le système d'immigration, la sanction du tribunal peut théoriquement être de forcer ces personnes de vivre ensemble et d'assumer leurs obligations conjugales comme si elles s'étaient mariées pour de véritables motifs honnêtes, bien que cette sanction est plutôt rare de nos jours. C'est en ce sens que l'obligation de faire vie commune fait partie du régime primaire du Code civil car elle peut avoir un caractère exécutoire par le tribunal dans ce type de situation.
Selon les historiens, le clergé catholique rural exerçait des pressions auprès des épouses québécoises afin de s’assurer qu’elles accomplissaient leur devoir conjugal et qu’elles rejettent la contraception. Le mot d’ordre du clergé de cette époque (avant 1965) était qu’il ne fallait pas « empêcher la famille ».
Le professeur Ernest Caparros nomme « civilizatio » le phénomène d'intégration du droit canonique au droit civil. Sous le régime du Code civil du Bas-Canada (CCBC), en vigueur entre 1866 et 1993, le droit civil acceptait l'influence du droit canonique sur différentes questions de droit touchant au mariage, à la famille et aux personnes physiques. Contrairement à l'ancien code, le Code civil du Québec de 1994 forme un tout, il ne mentionne pas le droit canonique et il est interprété sans avoir recours aux règles supplétives de systèmes juridiques étrangers comme le droit français, la common law et le droit canonique.
Par conséquent, si un important juge français rend une décision qui sanctionne le défaut d'avoir des rapports sexuels dans un mariage, cela n'a aucun impact en droit québécois contemporain, bien que cela aurait pu avoir un impact sous le régime de l'ancien Code civil du Bas-Canada (avant 1994) car les règles de droit français étaient auparavant supplétives au droit québécois.